# Lizzy Aumeier

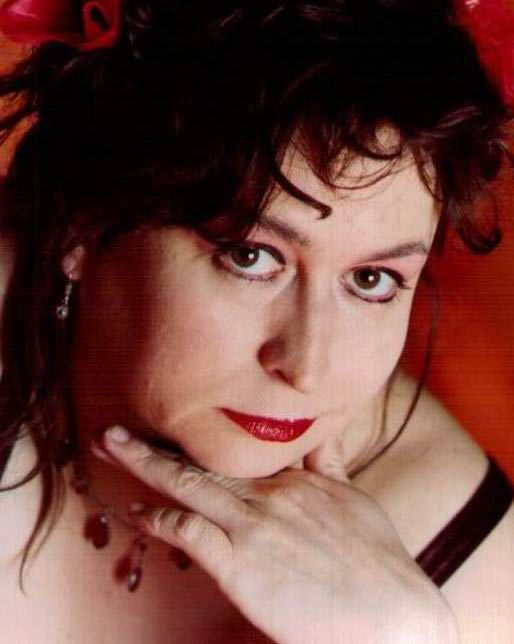
Lizzy Aumeier

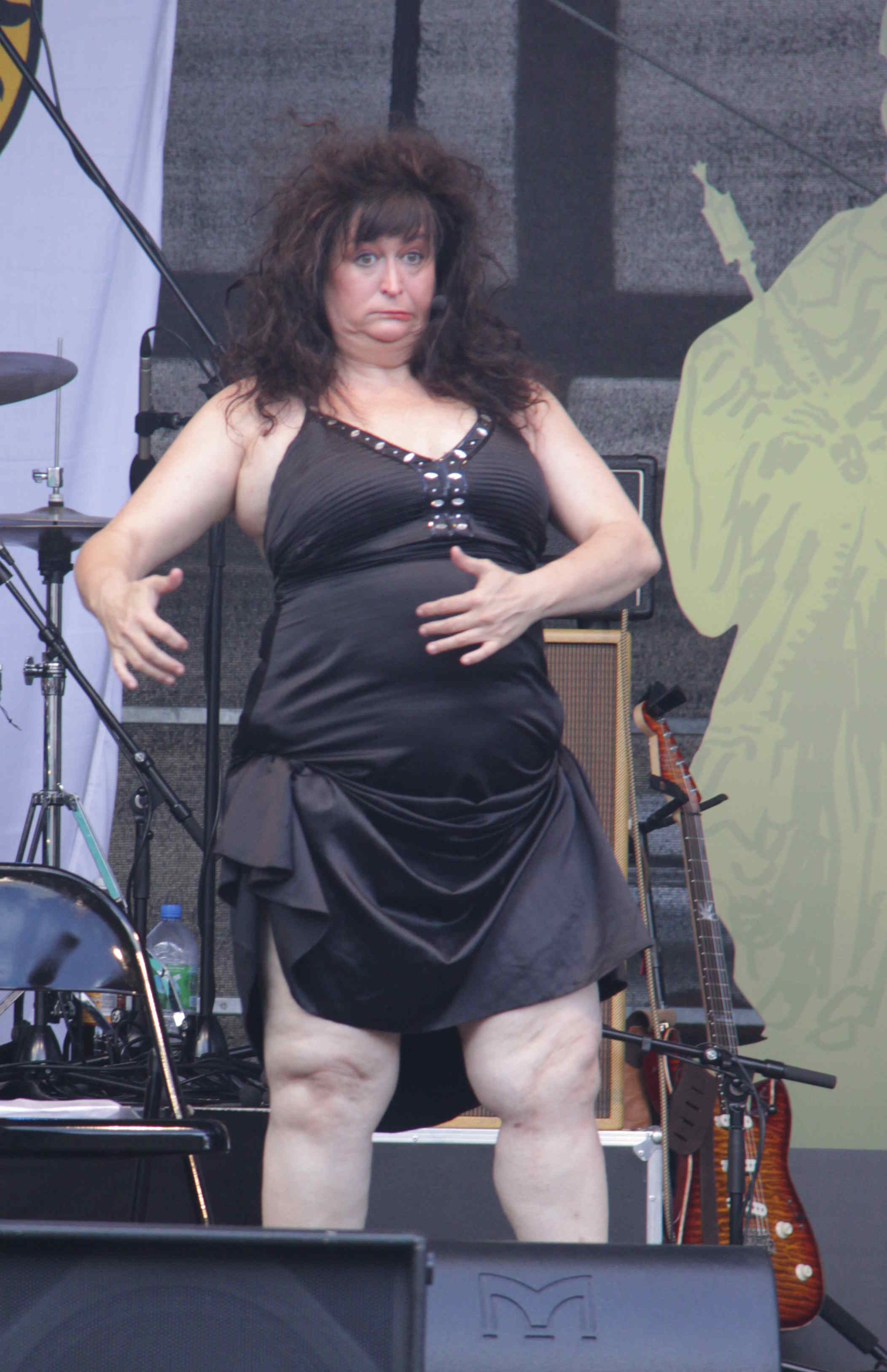
Lizzy Aumeier, 2012

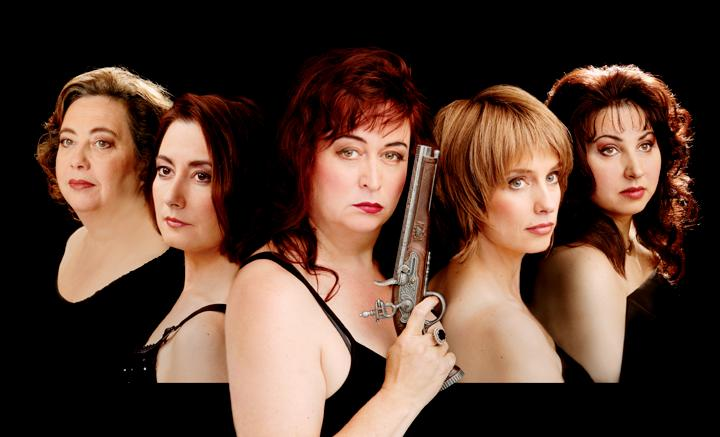
Lizzy und die weißen Lilien

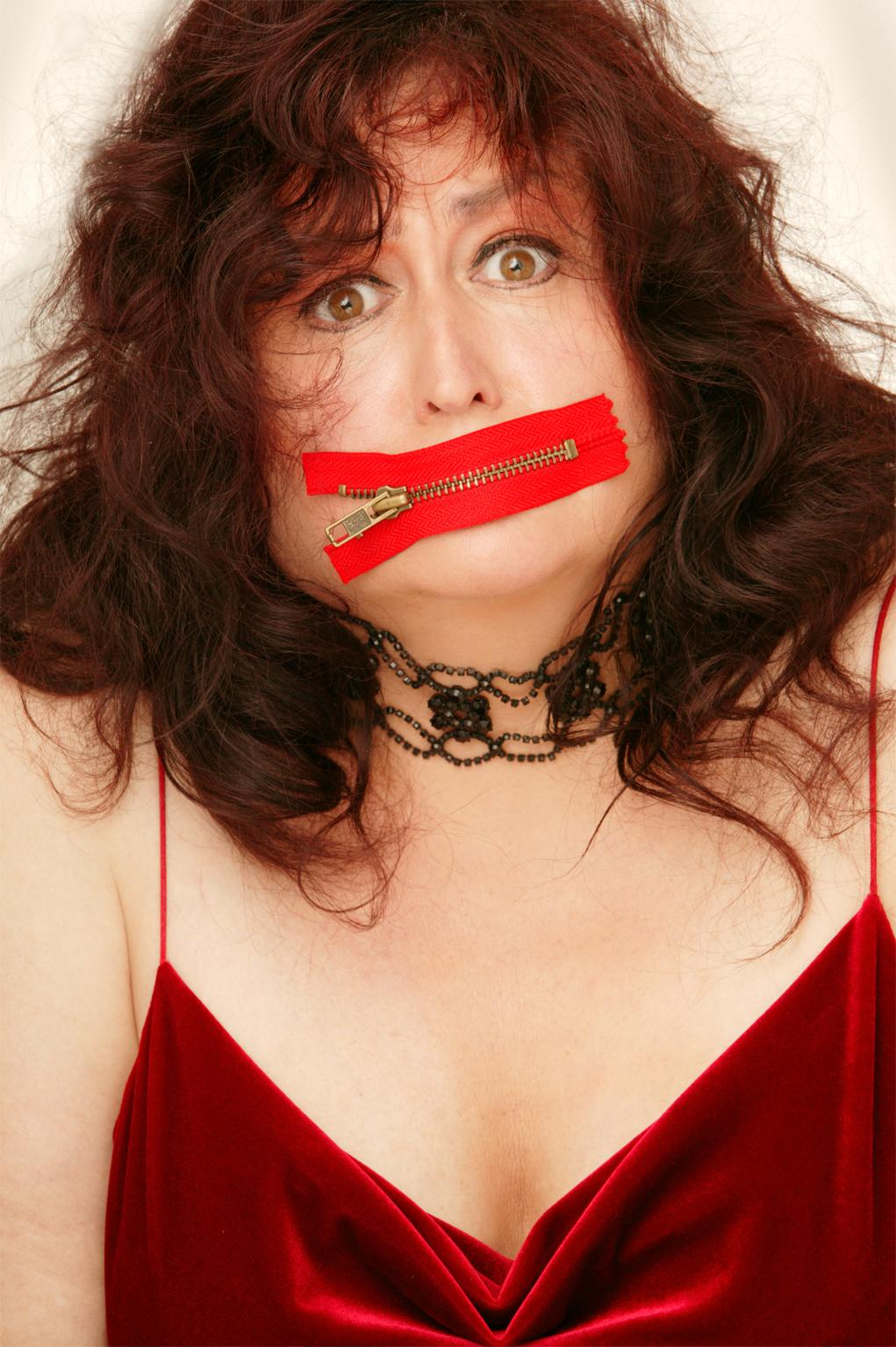
Plakatfoto Männerträume, 2007

Elisabeth „Lizzy“ Aumeier (* 20. Januar 1964 in Neumarkt in der Oberpfalz; † 10. Oktober 2024 in Nürnberg) war eine deutsche Kontrabassistin und Musikkabarettistin.

## Biografie
Während ihres Studiums bei Nikola Filipov am Meistersingerkonservatorium Nürnberg erhielt Aumeier ein Stipendium des Bayerischen Rundfunks, später legte sie als erste Frau am Meistersinger-Konservatorium Nürnberg im Fach Kontrabass das Examen ab. Dieser Ausbildung folgte ein Jazzstudium. Danach war sie als freischaffende Kontrabassistin und Kabarettistin tätig.
Aumeier war ab 1997 verheiratet und wohnte zuerst in Sulzbürg und seit 2006 in Fürth. Sie war ein aktives Mitglied der Feuerwehr. Nach langer schwerer Krankheit verstarb sie am 10. Oktober 2024 im Alter von 60 Jahren in einer Nürnberger Klinik.

## Wirken
Lizzy Aumeier war Gründerin und Mitglied verschiedener Ensembles, so des Ensemble variable, der Pegnitzschäfer-Klangkonzepte und von Lilienweiss – Bayerns einzigem Damen-Salonorchester – später Lizzy und die weißen Lilien.
Kollaborationen erfolgten im Rahmen der Produktionen Bubble Bass sowie Trouble Bass mit Heinrich Hartl und Beate Sampson und Elefantentreffen mit Ottfried Fischer; ab 2000 mit Tatjana Shapiro AufBass’d, Boxenluder, Voll drauf, Männerträume, Divenrausch, Sex und Macht.
Neben Konzerten und Rundfunkaufnahmen u. a. mit Lilo Kraus (Harfe), Peter Thalheimer (Cello) und dem Komponisten Heinrich Hartl und Solokonzerten (Koussevitzky) u. a. mit den Nürnberger Symphonikern und der Jungen Erlanger Philharmonie trat sie regelmäßig mit Gerhard Polt und Michael Well von den Biermösl Blosn auf und arbeitete als Praktikantin und Aushilfe bei den Nürnberger und Hofer Symphonikern und Regensburger Philharmonikern.
Aumeier hatte Fernsehauftritte bei BR, ARD, ZDF, SWR, 3SAT, unter anderem in den Sendungen Ladies Night, The Best of Geld oder Liebe, Dingsda, Kurzportrait im Bayerischen Fernsehen, Ottis Schlachthof, Kabarett aus Franken, Grünwald Freitagscomedy, Unter 4 Augen, Sonntagsstammtisch mit Helmut Markwort, Kein schöner Land, Bayerntour, Bayernchampion, ZDF Sonntagskonzert, Spaß aus Mainz, SWR auf Tour, Beckmann, Pfundig – Frauenkabarett mit Lizzy Aumeier, Kipfenberg oder die Seele Bayerns, Markus Lanz und Dahoam is Dahoam.

## Gesellschaftliches und soziales Engagement
- Schirmherrin des Jugendprojekts des Klosters Plankstetten Schneemühle[4]
- Gründungsmitglied bei Verein umständehalber e. V.[5]
- Lizzy Aumeier war ab Januar 2012 offizielle Botschafterin des bundesweit tätigen Sozialverbandes AH-TA e. V.[6]

## Auszeichnungen
Aumeier galt als Entdeckung des bayerischen Musikkabaretts, was sich in verschiedenen bayerischen Kabarett- und zwei Kulturpreisen widerspiegelt. 1994 erhielt sie den Förderpreis der Stadt Nürnberg. 2002 erzielte sie den zweiten Platz beim Paulaner Solo+. Außerdem wurde sie für das Programm Männerträume mit dem Stern des Jahres 2007 der Abendzeitung in der Kategorie „Entertainment“ ausgezeichnet. 2010 erhielt sie den Sonderpreis des Deutschen Kabarettpreises. 2012 erhielt sie den Musikpreis des Bayerischen Kabarettpreises. 2022 erhielt sie den Bayerischen Verdienstorden.